# Nealcidion humerosum
Nealcidion humerosum là một loài bọ cánh cứng trong họ Cerambycidae.